# Собор в Пешине
Собор Санта Мария делле Грацие (итал. Concattedrale di Santa Maria delle Grazie) — собор епархии Авеццано Римско-католической церкви в городе Пешина, в провинции Л'Акуила, в регионе Абруццо, в Италии.

## История
История собора начинается с XVI века. В конце XV века кафедра епархии Марси из собора Святой Сабины в Сан-Бенедетто-дей-Марси переехала в Пешину. Временным собором стала церковь Санта Мария дель Пополо, которая упоминается в булле Папы Луция III еще в 1181 году. При епископе Маттео Колли на пожертвования баронских родов графства Челано с 1579 по 1596 год был построен новый собор в честь Богоматери Милости – Санта Мария делле Грацие. Новый храм был освящен 6 августа 1606 года. Папа Климент VIII в 1613 году признал за церковью местное наименование собора, а 6 марта 1630 года Папа Григорий XIII присвоил храму статус кафедрального. В последующие века здание храма несколько раз расширялось и декорировалось. Завершающим актом строительства стало возведение купола в 1863—1865 годах. Собор был сильно поврежден после разрушительного землетрясения, которое обрушилось на регион Марси в 1915 году. Восстановленный, он был вновь поврежден в результате бомбардировок во время Второй мировой войны. 16 января 1924 года Папа Пий XI перенес кафедру епархии в Авеццано, и собор в Пешине получил статус сокафедрального. Здание было окончательно восстановлено 30 апреля 1961 года.

## Описание
Фасад разделен по горизонтали на две равные части. Нижняя часть — портик с пятью арками, внутри которого три портала эпохи Возрождения. В верхней части имеется два ряда окон: в нижнем ряду пять окон, в верхнем ряду четыре окна и небольшая роза посередине периода поздней готики. С правой стороны стоит колокольня с часами.
Церковь имеет три нефа, разделенных колоннами. В конце каждого нефа находится алтарь, главный алтарь находится в пространстве полукруглой апсиды и украшен цибориумом. На нем стоит почитаемая деревянная статуя Санта Мария дель Пополо XIV века.
Внутри собора также находятся ризница, капелла Святых Даров и капелла Святого Берарда, покровителя города. В последней часовне, куда мощи святого были перенесены 23 мая 1631 года, находятся могилы нескольких местных епископов и доска с именами архиереев с фразой на латинском языке "Hic quiescunt Marsorum Pastores".